# Битва при Тамамесе
Битва при Тамамесе была сражением, произошедшем 18 октября 1809 года во время Пиренейской войны. Часть французской армии маршала Мишеля Нея под командованием генерал-майора Жана Маршана, выходившая из Саламанки, была разбита испанской армией.

## Предыстория
После провала экспедиции Сульта в Португалию весной 1809 года в Галисии действовали 2-й и 6-й французские корпуса. Отношения между командирами двух корпусов, маршалами Сультом и Неем, продолжали ухудшаться. 2-й корпус спешно покинул Галисию, а за ним последовал 6-й, идущий в Саламанку. В сентябре маршал Сульт был назначен генерал-майором французских войск в Испании, а маршал Ней отправился во Францию к императору Наполеону. Командование 6-м корпусом временно было поручено одному из офицеров его дивизии генералу Маршану.
В начале октября испанцы начали наступление, чтобы вернуть Мадрид. В то время как основная армия по приказу Хуана Карлоса де Арейзага шла к столице, второй армии под командованием герцога дель-Парко было поручено отрезать отступление французской армии, и она направилась в Саламанку. 6-й корпус в 11 тыс. человек шёл навстречу армии герцога дель-Парко, в которой было 20 тыс. пехотинцев, 1,4 тыс. кавалеристов и 30 пушек, находившейся в деревне Тамамес.

## Битва
Утром 18 октября 6-й корпус подошел к Тамамесу, расположенному на плато. Испанцы заняли оборону на невысоком хребте над деревней Тамамес. Несмотря на превосходную оборонительную позицию, для испанцев под командованием генерала дель-Парко битва началась довольно неудачно. Испанская кавалерия была разгромлена на ранней стадии, но яростный огонь собственной пехоты дель-Парко быстро прервал их отступление и заставил их вернуться обратно в бой. Испанская артиллерия уже почти была захвачена французами, но пехота испанцев отбила её в штыковой атаке.
Французы атаковали многочисленными колоннами, но у них всё-таки не хватало сил, чтобы вытеснить испанцев с их позиций. В то время как у французов была отличная кавалерия, из-за сильно пересечённой местности она не могла действовать эффективно.
Довольно скоро французам пришлось отступать, потому что кусты, где они прятались от огня испанцев, загорелись. После этого генерал Маршан приказал начать общее отступление. Тем не менее, вольтижёры бригады Попона не получили приказа об отступлении и продолжали наступать, зайдя слишком далеко по сравнению с основными силами 6-го корпуса. Их отступление прикрывали 3-й гусарский и 15-й шассёрский полки, а также и 3-й батальон 69-го линейного полка.
Потери французов во время боя составили около 1,2 тыс. убитых и раненых. Энергичное преследование испанской кавалерии увеличило их вдвое; испанцы захватили французские знамёна и 12-фунтовую пушку. Позднее участникам битвы был вручён знак с надписью «[Мы] завоевали Тамамес» (исп. Venció en Tamames).

## Силы сторон
4-й корпус Маршана состоял из его собственной 1-й дивизии (по 3 батальона из 6-го лёгкого, 39-го, 69-го и 76-го линейных пехотных полков), 2-й дивизии генерал-майора Мориса Матьё (по 3 батальона из 25-го лёгкого, 27-го и 59-го линейных пехотных полков и 1 батальон 50-го линейного пехотного полка), кавалерийской бригады бригадного генерала Жана Лорсе (3-й гусарский, 15-й шассёрский, 15-й и 25-й драгунский полки). Всего у французов было около 9 тыс. пехотинцев, 2 тыс. кавалеристов и 30 орудий.
Армия дель-Парко состояла из авангарда генерал-майора Мартина де ла Карреры, 1-й дивизии генерал-майора Франсиско Ксавье Лосады, 2-й дивизии генерал-майора Конде де Бельведера, 3-й дивизии генерал-майора Франсиско Бальестероса, 5-й дивизии генерал-майора маркиза де Кастрофуэрте и кавалерийской дивизии принца Англонского. Всего было около 20 тыс. пехотинцев, 1,4 тыс. кавалеристов и 30 орудий.
Французы потеряли 1,3 тыс. убитыми, ранеными и взятыми в плен. 23 офицера были убиты и 55 ранены, включая Лорсе. Армия дель-Парко потеряла 713 убитых и раненых, и 1 пушка была захвачена.

## После битвы
Дель-Парко попросил герцога Веллингтона присоединиться к нему в попытке захватить Леон и Старую Кастилию. Однако британский генерал отказался. Во время кампании, которая завершилась битвой при Талавере и последующим отступлением в Португалию Веллингтон убедился, что испанцы совершенно не хотят сотрудничать. Разбитый Маршан позже отомстил дель-Парко за это поражение в битве при Альба-де-Тормес.